# Diane St-Jacques
Pour l’article homonyme, voir St-Jacques.
Diane St-Jacques (née le 16 mai 1953) est une conseillère en politique et en relations publiques et femme politique fédérale du Québec.

## Biographie
Née à Granby en Montérégie, elle entama sa carrière politique en devenant députée du Parti progressiste-conservateur du Canada dans la circonscription fédérale de Shefford en 1997. En 1999, elle se joignit aux députés Svend Robinson (NPD), Réal Ménard (BQ) et Bill Graham (PLC) au sein d'un caucus rose multipartite qui visait à éclaircir la définition d'époux et épouse dans les couples de même sexe. Cette prise de position de Mme St-Jacques fut décriée par le groupe pro-vie Campaign Life Coalition. Elle s'exprima également en faveur de l'utilisation du cannabis médical.[réf. nécessaire]
En avril 1998, le chef progressiste-conservateur Jean Charest quitta la chefferie de son parti pour se joindre au Parti libéral du Québec. C'est l'ancien premier ministre canadien Joe Clark qui prit le contrôle du Parti, mais la popularité de ce dernier déclina grandement au Québec. Le 21 septembre 2000, à l'approche d'une élection devenue inévitable, accompagnée du député David Price et du député indépendant André Harvey, elle joint les rangs du Parti libéral du Canada.
Réélue dans Shefford comme députée du Parti libéral du Canada en 2000, elle fut secrétaire parlementaire de la ministre du Développement des ressources humaines du 13 janvier au 11 décembre 2003. Elle sera ensuite nommée whip adjoint du gouvernement par le premier ministre Paul Martin. Elle fut défaite en 2004 par le bloquiste Robert Vincent. Elle est à nouveau défaite dans Shefford en 2006.